# Сурган (село)
Сурга́н (каз. Сұрған) — село у складі Єсільського району Акмолинської області Казахстану. Входить до складу Бузулуцького сільського округу.
Населення — 325 осіб (2021; 477 у 2009, 731 у 1999, 906 у 1989).
Національний склад станом на 1989 рік:
- казахи — 35 %;
- росіяни — 33 %.

Станом на 1989 рік село мало статус селища, ще раніше називалось Смичка.